# 沙尔哈绍迈姆会堂
沙尔哈绍迈姆会堂（希伯來語：קְהִילַת שַׁעַר הַשָּׁמָיִם，意译天国之门会堂）是位于加拿大安大略省温莎市的一座兼具保守派影响的正统派犹太会堂。该会堂效仿蒙特利尔同名会堂而建，于1929至1930年间建成，旨在服务当地日益增长的犹太人口。在历任拉比的领导下，该会堂经历了20世纪50年代的发展壮大期，并建立了自己的学校和墓地。随着当地犹太社区的萎缩以及改革派会众兴起，沙尔哈绍迈姆会众规模逐渐缩减。

## 位置和描述
沙尔哈绍迈姆会堂坐落于吉尔斯林荫大道东115号，地处吉尔斯林荫大道（Giles Boulevard）与戈约街（Goyeau Street）交汇处。该会堂采用拜占庭风格建造。建筑高度达52英尺（16），可容纳1000人。主体通过面朝南侧吉尔斯林荫大道的三座主要门廊出入。“沙尔哈绍梅姆”之名意为“天国之门”。截至2023年，会堂由礼仪领唱大卫·诺伊马克（David Neumark）主持事务，并获拉比肖洛姆·加尔佩林（Sholom Galperin）协理。

## 历史

### 创建历程
二十世纪一二十年代，加拿大安大略省温莎市犹太社群迅速壮大，致使现有的沙雷泽德克会堂与塔木德妥拉会堂（Congregation Talmud Torah）无法满足需求。1925年组建建筑委员会，计划在城内建造新的大型犹太会堂。此举旨在彰显犹太社群的显赫地位与经济实力，从而提升非犹太居民对社群的认同感。设计灵感源于魁北克省蒙特利尔的沙尔哈绍迈姆会堂——该建筑已成为当地地标。
1928年12月公布新会堂选址，由塞缪尔·K·鲍姆（Samuel K. Baum）领衔的建筑委员会成立。资金源自既有会众团体，拉比塞缪尔·萨克斯（Samuel Sachs）与伊斯雷尔·莱本迪格（Israel Lebendiger）主持后续筹款；后者于1928年末被任命为新会众领袖。至1929年2月底，会众已筹集8万加元，而工程总预算达15万加元。通过自治领人寿保险公司6.5万加元抵押贷款获得额外资金，最终耗资25万加元。
温莎本地建筑师安德鲁·斯图尔特·阿拉斯特（Andrew Stuart Allaster）借鉴沙尔哈绍迈姆会堂设计新堂。N·R·伊贝斯顿公司（N. R. Ibbeston and Company）承建工程。1929年6月举行奠基仪式，同年9月安放奠基石。次年犹太新年启用礼拜，此后每周五举行常规礼拜，周六进行祷告。1930年5月25日举行正式献堂仪式，出席者包括犹太与基督教领袖及市长塞西尔·E·杰克逊。

### 发展历程
沙尔哈绍迈姆会堂虽在章程中定位为正统派犹太会堂，但很快融入了保守派犹太教元素。建堂不久后，会众开始允许英语祷告词及世俗主题布道，并实行男女分区共祷，无幕帘阻隔。随后宗教学校与女性姊妹会相继成立。
新会堂遭遇犹太社群内部阻力。原设计面向古约街（Goyeau Street）使妥拉柜朝东，后因南向入口改造方案，数名正统派拉比拒绝使用。部分社群成员视其为精英主义产物，转而加入小型会众。尽管如此，该堂仍成为犹太社群核心聚集地。
大萧条时期，规划中的社区中心被迫延期。1932年莱本迪格拉比由客座讲师接替，直至1934年纳胡姆·舒尔曼（Nahum Schulman）就任新拉比。他逐步废除男女混声诗班及周五深夜礼拜等改革举措。
1942年舒尔曼辞职赴美，本杰明·格罗纳（Benjamin Groner）继任。任内他于1943年创办面向全体会众的《温莎犹太社区公报》（Windsor's Jewish Community Bulletin），推动犹太社群内部及跨信仰团结。会堂还发起吸引信众的计划，并为二战犹太士兵提供物资支援。
1945年底，会堂登记会众家庭达225户。次年清偿抵押贷款后，350人出席“抵押契焚毁”仪式。1947年5月，1100名会众齐聚聆听以色列建国庆祝布道。1949年初格罗纳调任芝加哥，经欧文·杜比茨基（Irwin Dubitsky）牧师临时主持，塞缪尔·斯托尔曼（Samuel Stollman）于6月就任拉比。
斯托尔曼自认温和正统派，初期着力推行新计划：优先发展教育，扩建宗教学校并增设老少课程；建立经文护符匣研习组及男性俱乐部。任内沿吉尔斯大道（Giles Boulevard）增建办公室与教室。以色列研究课程吸引塔木德妥拉会堂成员，最终促成两会合并。
1959年会堂启动现代化募资，含厨房改造与空调安装，1960年代末完成。但教义未同步革新，斯托尔曼始终抵制将会堂转型为“现代保守派”的呼声，导致部分成员于1960年另立改革派贝特埃尔圣殿（Temple Beth El）。他自认“在混坐问题上的不妥协”间接促成改革派会堂诞生。

### 后续岁月
二十世纪后期温莎正统派犹太社群逐渐萎缩。1970年代末多个会众解散，成员流向新兴改革派会堂。全市犹太人口减至1,831人，且65岁以上占多数。沙尔哈绍迈姆会堂自1975年起允许女性担任职务，但仍强调“必须恪守正统派教规，遵循《妥拉》成文律法与《哈拉卡》口传律法”。
1977年斯托尔曼以健康为由辞任拉比。1978年本杰明·Z·霍尔策（Benjamin Z. Holczer）接任，未满聘期即遭解职但持续参与会务至1980年。其后纽约籍拉比伊拉·塞缪尔·格鲁斯戈特（Ira Samuel Grussgott）就职，与前人不同，他与改革派社群建立友好关系，甚至允准贝特埃尔会众在堂内举行成人礼。1984年离任后，短期任职拉比相继更替：爱德华·S·费格曼（Edward S. Feigelman，1984至1985年）与马丁·J·阿普尔鲍姆（Martin J. Applebaum，1986年）。
1989年约西尔·罗森茨维格（Yosil Rosenzweig）因犹太圣日主持表现获聘，七年后于1996年辞职赴加州任职。领唱大卫·诺伊马克（David Neumark）随后接管会务（非灵性职能）。葬礼等宗教仪式由贝特埃尔会众杰弗里·阿布勒泽（Jeffrey Ableser）拉比主持，正统律法咨询由约瑟夫·克鲁普尼克（Joseph Krupnik）拉比提供。
2002年米切尔·科恩斯潘（Mitchell Kornspan）拉比短期任职，终因财务限制未能长期聘用。翻修工程耗资巨大，2020年代斥资30万加元更新供暖系统。

## 附属设施
沙尔哈绍迈姆拥有皮莱特路（Pilette Road）附近墓地，系杰里·格兰兹（Jerry Glanz）1930年代捐赠。1968至1981年间与贝特埃尔会众共用。安葬者包括温莎首位犹太定居者摩西·大卫（Moses David）及赫布·格雷父母哈里（Harry）与范妮·格雷（Fannie Gray）。
会堂运营宗教学校，1930年代始设周度课程，1940年代扩编为正式学堂，1960年代建成专属校舍。1970年代生源萎缩，1976年仅剩39名学生。为振兴老龄会众群体的教育，经加拿大犹太议会耶胡达·利皮茨（Yehudah Lipitz）建议，希伯来语教学改用塞法迪式而非阿什肯纳兹式发音。该校规模长期小于贝特埃尔学校，加剧两会矛盾，最终两校合并。

### 引用
1. ↑  Google Maps, Congregation Shaar Hashomayim.
2. 1 2 3  Plaut 2007，第89頁.
3. 1 2 3 4  Plaut 2007，第90頁.
4. 1 2 3 4  Schwartz 2023.
5. ↑  Plaut 2007，第172頁; Schwartz 2023
6. ↑  Plaut 2007，第17頁.
7. ↑  Plaut 2007，第88–89頁.
8. ↑  Plaut 2007，第88頁.
9. 1 2  Plaut 2007，第92頁.
10. ↑  Hill 2009; Plaut 2007，第89頁
11. 1 2 3  Plaut 2007，第91頁.
12. ↑  Plaut 2007，第91–92頁.
13. 1 2  Plaut 2007，第96頁.
14. ↑  Plaut 2007，第97頁.
15. ↑  Plaut 2007，第113頁.
16. ↑  Plaut 2007，第116頁.
17. ↑  Plaut 2007，第117, 119頁.
18. ↑  Plaut 2007，第114頁.
19. ↑  Plaut 2007，第112頁.
20. ↑  Plaut 2007，第126頁.
21. ↑  Plaut 2007，第128頁.
22. ↑  Plaut 2007，第134–136頁.
23. ↑  Plaut 2007，第137頁.
24. ↑  Plaut 2007，第142–143頁.
25. 1 2  Plaut 2007，第146頁.
26. ↑  Plaut 2007，第147頁.
27. ↑  Plaut 2007，第160頁.
28. ↑  Plaut 2007，第169頁.
29. ↑  Plaut 2007，第164頁.
30. ↑  Plaut 2007，第166, 170頁.
31. ↑  Plaut 2007，第166頁.
32. ↑  Plaut 2007，第18頁.
33. ↑  Plaut 2007，第207頁.
34. ↑  Plaut 2007，第205頁.
35. ↑  Plaut 2007，第208頁.
36. ↑  Plaut 2007，第209, 240頁.
37. ↑  Plaut 2007，第241頁.
38. ↑  Plaut 2007，第253頁.
39. ↑  Plaut 2007，第257頁.
40. 1 2  Plaut 2007，第258頁.
41. ↑  Plaut 2007，第98頁.
42. ↑  Plaut 2007，第36, 245頁.
43. ↑  Plaut 2007，第36頁.
44. ↑  Plaut 2007，第230頁.
45. ↑  Plaut 2007，第142頁.
46. ↑  Plaut 2007，第168頁.
47. 1 2 3  Plaut 2007，第194頁.